# Fågelcentralen
Fågelcentralen i Göteborg är en ideell förening och Sveriges största center för rehabilitering av skadade och sjuka vilda fåglar.
Fågelcentralen startade som ett artbevarande projekt 1987, för att rädda den då utrotningshotade pilgrimsfalken. När pilgrimsfalkprojektet var över övergick fågelcentralen helt till att vara en rehabiliteringsverksamhet för vilda fåglar. Verksamheten har växt under åren och idag tar fågelcentralen emot över 1 500 skadade och sjuka fåglar varje år. 
Fågelcentralen har under åren drivits av Göteborgs ornitologiska förening, men har under många år hotats av nedläggning, och 2018 tog organisationen Animal Hope över driften.
Fågelcentralen arbetar idag även med information till allmänheten, artbevarande arbete och fungerar även som en återgångsarbetsplats för fågelintresserade människor med långvarig sjukdomsbakgrund.
Naturvårdsverket och Länsstyrelsen har gett Fågelcentralen tillstånd att ta om hand samtliga fågelarter som behöver vård.